# Ophiorrhiza laevifolia
Ophiorrhiza laevifolia är en måreväxtart som beskrevs av Hsien Shui Lo. Ophiorrhiza laevifolia ingår i släktet Ophiorrhiza och familjen måreväxter.
Artens utbredningsområde är Tibet. Inga underarter finns listade i Catalogue of Life.